# Jaroslav Krbůšek
Jaroslav Krbůšek (* 9. října 1952, Ústí nad Labem) je galerista, sběratel umění a kurátor. Byl členem Jazzové sekce a v době normalizace založil Galerii Opatov (1984–1992), která se stala útočištěm pro umělce, kterým komunistický režim znemožnil vystavovat v oficiálních galeriích. V polovině 90. let vedl Galerii Ruce (V Jirchářích 6, 1994–1995) a v letech 1995–2002 byl vedoucím a hlavním kurátorem Galerie Václava Špály. Je majitelem soukromé galerie moderního a současného umění Galerie Jaroslav Krbůšek.

## Život
Jaroslav Krbůšek vyrůstal v Šumperku. Zajímal se o různé žánry umění a aktivně vyhledával informace zejména o výtvarném umění. Po přestěhování do Prahy se roku 1978 zapojil do aktivit Jazzové sekce. Seznámil se osobně s některými vybranými umělci, když distribuoval krabičky pro připravovaný projekt Josky Skalníka Minisalon. Roku 1984 byla Jazzová sekce zakázána a tím i zanikla možnost pořádat výstavy v jejím sídle v Krči. V té době začal Jaroslav Krbůšek hledat náhradní výstavní prostor v okolí svého bydliště na Jižním Městě. Dohodl se s ředitelem a dramaturgem Obvodního kulturního střediska Opatov Vojtěchem Lindaurem na zřízení výstavní galerie v předsálí divadelních a koncertních prostor.
Existenci a fungování galerie pomohlo to, že byla vzdálená od centra Prahy a proto méně vystavená pozornosti stranických orgánů. Výjimečná možnost vybírat z nejlepších a nejzajímavějších tvůrců vznikla jako důsledek jejich dlouhotrvající perzekuce a za situace, kdy oficiální výstavní síně tvrdě kontroloval a vyhradil pro sebe normalizační Svaz českých výtvarných umělců. Jaroslav Krbůšek provozoval Galerii Opatov od roku 1984 do roku 1992 a uspořádal zde 111 výstav. Po celou dobu byl zaměstnán jako dělník. Nemusel se bát ztráty zaměstnání a činnost galerie organizoval bez nároku na plat. To pomohlo galerii být do značné míry nezávislou na tehdejší moci.
Galerie Opatov se stala pojmem, neboť prostorem, kde se konaly výstavy, prošly tisíce lidí, kteří mířili na koncerty, přednášky, do kina i za zakázaným výtvarným uměním. Vernisáže byly navíc místem, kde se pravidelně setkávaly různé generace výtvarníků s předními historiky umění, spisovateli i opozičními politiky. Základem výstavní koncepce byla silná generace 60. let, kterou během normalizace zákaz vystavovat postihl nejcitelněji, např. Dalibor Chatrný, Karel Malich, Milan Grygar, Václav Boštík, Vladimír Janoušek, Věra Janoušková, Milan Knížák, Daisy Mrázková, Ladislav Novák, Stanislav Kolíbal, Jan Kubíček, Adriena Šimotová, sestry Válovy a další. Zastoupena byla i střední generace, která sdílela podobný osud. Některé výstavy byly zakázány během jejich plánovaného průběhu (Viktor Pivovarov, Čestmír Kafka, Eva Kmentová) nebo před vernisáží (Aleš Veselý). V roce 1986 byla těsně před vernisáží zakázána výstava signatářky Charty 77 Olgy Karlíkové a vedoucí kulturního odboru Prahy 4 činnost galerie ukončila. Obnovení výstav zařídil po dvouměsíční pauze nově jmenovaný ředitel Kulturního střediska.
Krbůšek představil také řadu mimopražských umělců i nejmladší generaci, která absolvovala vysoké školy koncem 80. let (Jiří David, Jiří Kovanda, Vladimír Skrepl, Ivan Kafka, Tomáš Ruller). Vystavovali zde často slovenští výtvarníci (Rudolf Fila, Rudolf Sikora, Josef Jankovič) a po roce 1989 se na Opatově uskutečnily první pražské výstavy exilových výtvarníků. Krbůškovi se tak podařilo připomenout českou výtvarnou tvorbu, se kterou byli obeznámeni pouze čtenáři zahraničních časopisů Revue K (vyd. Jiří Kolář, Paříž), nebo revue Schwarz auf Weiss (vyd. František Kyncl, Düsseldorf). K výstavám vycházely katalogy ve formě jednolistu nebo dvoulistu, kam postupně přispěli svými texty téměř všichni tehdejší nejvýznamnější teoretici moderního umění. Jednotlivé listy pak byly na konci roku sestaveny ve složku s fotografiemi a shrnujícím textem. Většinu výstav a vernisáží fotograficky dokumentovala Hana Hamplová. Roku 1992 Krbůšek činnost galerie z vlastního rozhodnutí ukončil. Ještě předtím založil v roce 1991 komerční Galerii Jaroslav Krbůšek, která nabízí současné umění. Jaroslav Krbůšek, ačkoli neměl formální kunsthistorické vzdělání, projevil mimořádný cit pro kvalitu u zavedených i začínajících umělců.
Roku 1994 založil a vedl Galerii Ruce (V Jirchářích 6, Praha 1) a do roku 1997 zde realizoval třicet výstav, mj. Zdeňka Sýkory, Jana Kubíčka, Milana Grygara, Vladimíra Škody, Jiřího Matouška, Leny Knilli. Stanislava Kolíbala, Viktora Pivovarova, Jana Knapa, z mladších Romana Ondáka, Krištofa Kintery, Borise Ondreičky, Václava Stratila.
Roku 1994 zvítězil v konkursu na vedoucího Galerie Václava Špály a s pomocí sponzorů celou galerii rekonstruoval. V roce 1997 rozdělil galerii na dvě části a v suterénu, nazývaném Malá Špálovka vystavoval začínající nadějné autory, experimentální projekty nebo instalace, které byly v protikladu k hornímu patru galerie. Výstavním programem navázal na legendární období druhé poloviny 60. let, kdy galerii vedl Jindřich Chalupecký. Za Krbůškova působení se v Galerii Václava Špály a Malé Špálovce uskutečnilo 145 výstav, které tříbily a spoluurčovaly kvalitu současného českého umění a konfrontovaly české umění se zahraničním. Galerie sloužila i jako prostor k performancím, charitativním akcím, nebo přednáškám. V roce 2002 zde Pavel Klusák uspořádal přednáškový cyklus o nových impulzech světové hudební scény.
Roku 2000 vzbudila mimořádnou mediální pozornost výstava skupiny Pode Bal s názvem Malík urvi, která uvedla 36 portrétů bývalých spolupracovníků StB, KGB a komunistických funkcionářů, aktivních v politice i po roce 1989. Na zásah tehdejšího ministra Miroslava Grégra, který byl také mezi vystavenými, přišla galerie o svého hlavního donátora a Krbůšek stále obtížněji sháněl sponzory, kteří by pokryli velké provozní náklady galerie. Proto musel nakonec i z ekonomických důvodů výstavy ukončit. Ve snaze vyrovnat finanční ztráty a důstojně ukončit éru vedení galerie, uspořádal svoji vlastní výstavu s názvem Vykoupení. Prostory galerie vyplnily levné knihy z výprodeje a na zdech galerie a mezi knihami byly nainstalovány všechny pozvánky a katalogy z uskutečněných výstav. Z prodeje knih, pozvánek a katalogů pak byl smazán závěrečný dluh galerie. Výstavu Vykoupení uvedl se závěrečným zhodnocením matematik a analytický filosof doc. RNDr. Jiří Fiala. Pronajímatel galerie – Nadace Českého fondu umění (následník Českého fondu výtvarných umění), se rozhodla smlouvu s Jaroslavem Krbůškem neprodloužit a provozovat nadále galerii jako komerční prostor s vysokým měsíčním nájemným.
Jako nezávislý kurátor uspořádal 10 výstav v jiných galeriích. Spolupracuje např. s AP galerií Josefa Pleskota nebo Galerií Jiřího Jílka v Šumperku. Jaroslav Krbůšek je majitelem stejnojmenné soukromé galerie. Žije a pracuje v Praze.